# Keren Peles
Keren Peles (en hebreo קרן פלס moshava Yavne'el, 11 de marzo de 1979) es una cantante israelí, compositora y pianista.

## Carrera musical

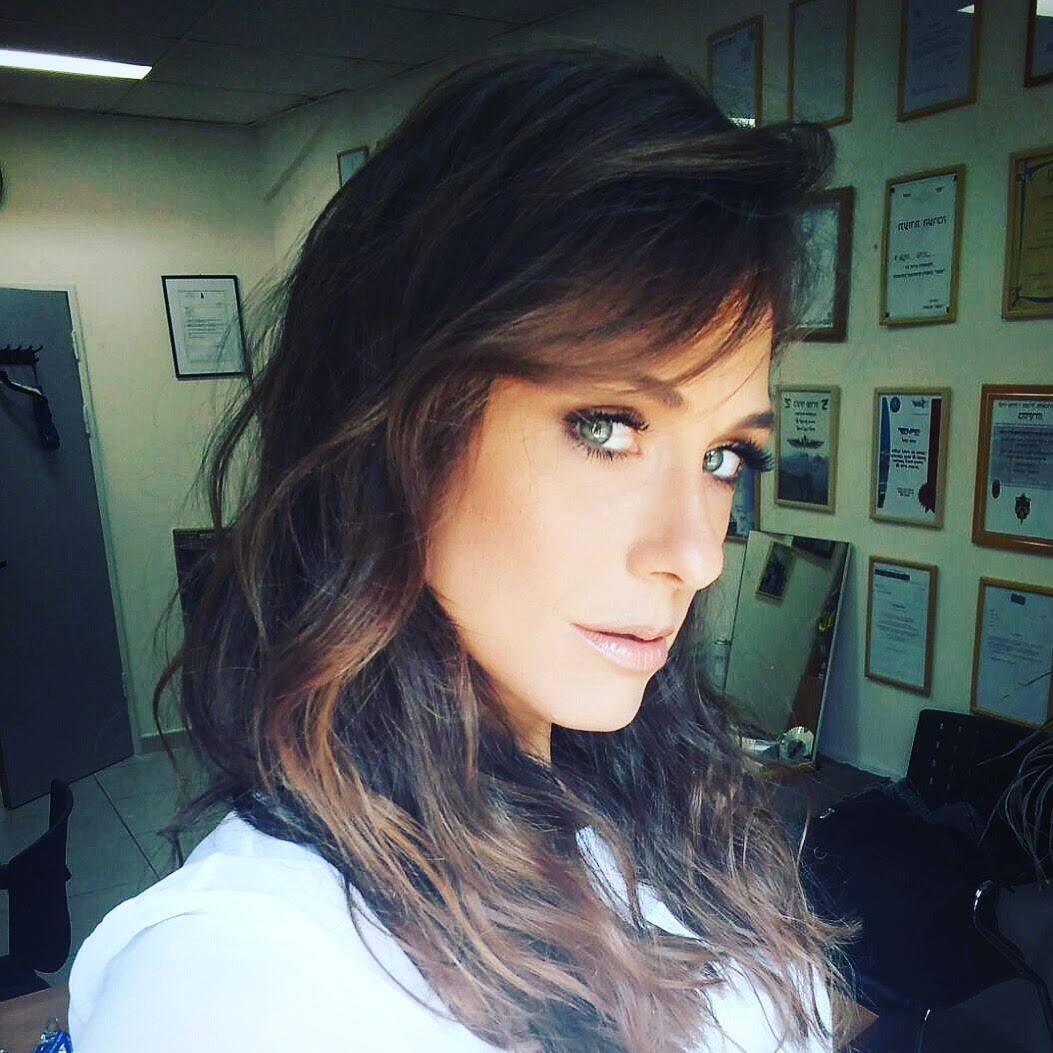
Keren Peles, 2015

Peles se graduó en la escuela de música Rimon. En el año 2005 se hizo famosa como la autora de varias canciones que escribió para Miri Mesika y Shiri Maimon. 
Su álbum debut, אם אלה החיים (Im Ele HaJayim, "Si esto es vida"), lanzado al mercado en julio de 2006, fue certificado como "Disco de Oro" después de vender más de 20.000 copias.[cita requerida] Peles escribió todas las canciones en el álbum. También fue nominada como la cantante femenina del año 2006 por la radio de las Fuerzas de Defensa Israelíes Galgalatz, y después fue nombrada la cantante israelí del año por las emisoras de radio de Israel.
En abril de 2008, su segundo álbum, מבול (Mabúl, "Inundación"), empezó a ser vendido en las discotiendas del país y cantante femenina de Israel del año. Peles además, ha escrito canciones para Harel Skaat, Amir Fey Gutman y Boaz Mauda.

## Vida personal
Keren Peles se casó en junio de 2009 con el desarrollador web Tomer Grencel.